# هسبان

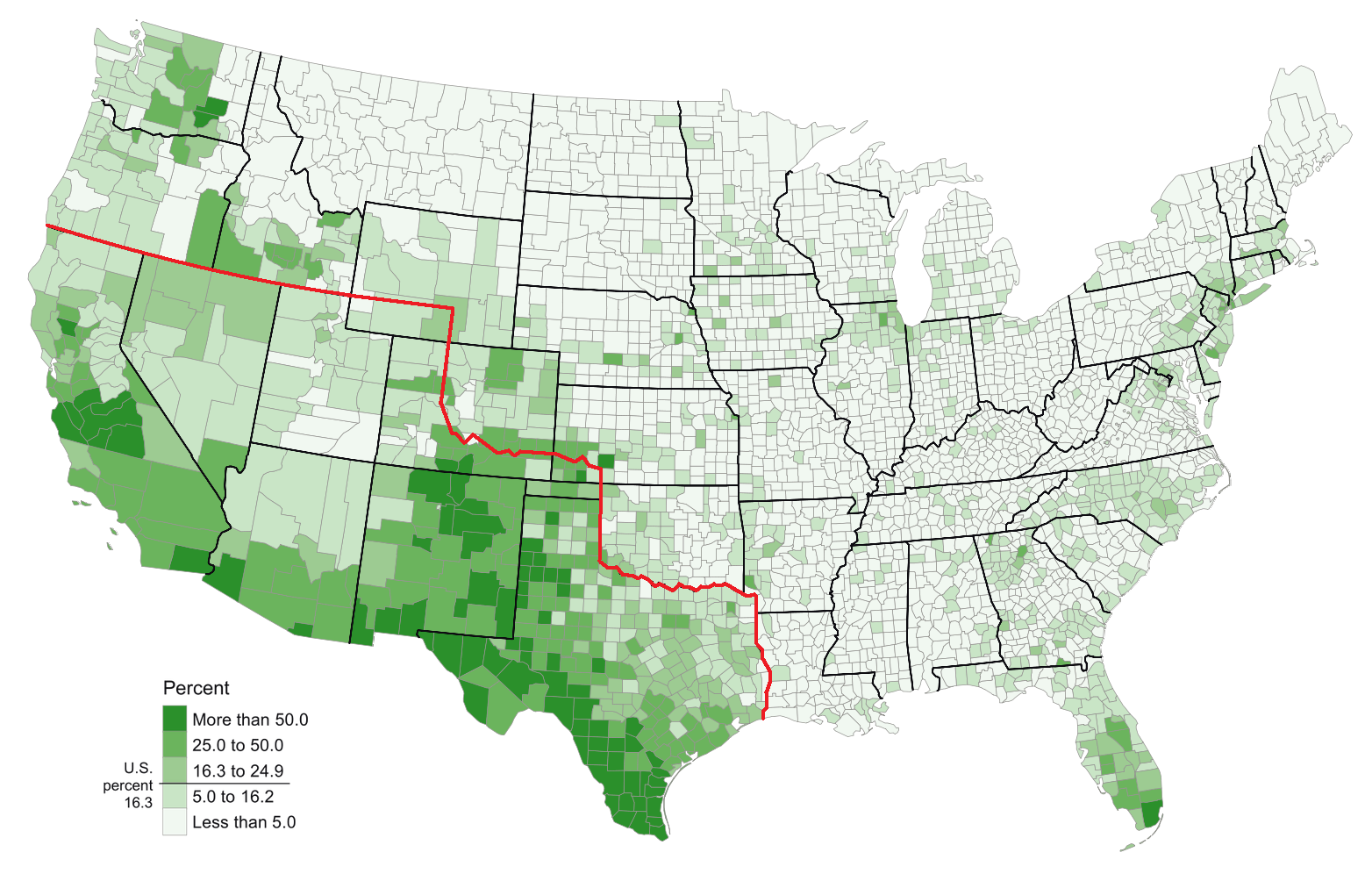

هيسبانو (بالإسبانية: hispano أو hispánico)‏ هو مصطلح يُطلق على الأشخاص والشعوب والثقافات المرتبطة ارتباطا تاريخيا مع إسبانيا والمنحدرين من هسبانيا، وهو الاسم الذي أطلق على الأشخاص المنحدرين من شبه الجزيرة الإيبيرية (التي تضم حديثا البرتغال وإسبانيا وأندورا وجبل طارق وبعض الجزر الجنوبية لفرنسا). ويُطلق مصطلح هسبانو أيضاً على البلدان التي سبق وأن استُعمرت من قبل الإمبراطورية الإسبانية في الأمريكيتين وآسيا، بصفة خاصة أمريكا الإسبانية والفلبين.

## اصطلاحًا
ينحدر مصطلح هسباني من الكلمة اللاتينية هسبانيكوس، وهي الاشتقاق الوصفيّ من كلمة هسبانيا اللاتينية (والإغريقية) (والتي هي شبه الجزيرة الإيبيرية)، والتي ترجع أخيرًا في الغالب الأعم إلى أصول سلتيئيبيرية. في اللغة الإنجليزية، ثبُت وجود الكلمة منذ القرن السادس عشر (وفي أواخر القرن التاسع عشر في الإنجليزية الأمريكية).
وترجعُ كلمات إسبانيا وإسبانيّة وإسبانيّ أخيرًا إلى أصل كلمة هسبانوس نفسه.
كان هيسبانوس الاسم اللاتيني الذي يُطلق على شعب هسبانيا في إبان الحكم الروماني. كانت هسبانيا الرومانية القديمة، والتي كانت تتألف تقريبًا مما يُعرف اليوم بشبه الجزيرة الإيبيرية، تضم دول البرتغال وإسبانيا وأجزاء من فرنسا وأندورا وإقليم ما وراء البحار البريطاني في جبل طارق. في اللغة الإنجليزية، يُستخدم مصلطح هسباني روماني أحيانًا. كان الهسبانيون الرومان يتألفون من شعوب من العديد من القبائل الأصلية المختلفة، بالإضافة إلى الاستعماريين الإيطاليين. من المشاهير الهسبان والمنحدرين من أصل هسباني الأباطرة تراجان وماركوس أوريليوس وهادريان وثيودوسيوس الأول وماغنوس ماكسيموس، والشعراء ماركوس أنايوس لوكانوس، ومارتياليس وبرودينتيوس، والفلاسفة سينيكا الأكبر وسينيكا الأصغر، والغاصب ماكسيموس الهسباني. كان عدد من هؤلاء الرجال، مثل تراجان وهادريان وغيرهما، منحدر في الحقيقة من عائلات رومانية استعمارية.
كانت هسبانيا تنقسم إلى مقاطعتين: هسبانيا سيتيريور وهسبانيا ألتيريور. في عام 27 ق.م، قُسمت هسبانيا ألتيريور إلى مقاطعتين: هسبانيا بايتيكا وهسبانيا لوسيتانيا، في حين أُعيد تسمية هسبانيا سيتيريور إلى هسبانيا تاراكونسيس. يفسر هذا التقسيم لهسبانيا استخدام صيغ المفرد والجمع (إسبانيا، والإسبانيات) التي استُخدمت للإشارة إلى شبه الجزيرة وممالكها في القرون الوسطى.
قبل زواج إيزابيلا الأولى ملكة قشتالة وفرناندو الثاني ملك أراغون في عام 1469، كانت الممالك المسيحية الأربعة في شبه الجزيرة الإيبيرية – مملكة البرتغال، وتاج أراغون، وتاج قشتالة، ومملكة نافاري - تُسمى جمعًا بالإسبانيات. يبدو أن هذا الإحياء للمفهوم الروماني القديم في العصور الوسطى قد نشأ في بروفنس، ووُثق للمرة الأولى في نهاية القرن الحادي عشر. في مجمع كونستانس، تشاركت الممالك الأربعة صوتًا واحدًا.
ترتبط كلمة لوسيتاني بلوسيتانيا أو البرتغال، في إشارة أيضًا للوسيتانيين، الذين يُحتمل أنهم كانوا شعب إحدى أول القبائل الهندية الأوروبية التي استقرت في أوروبا. اشتُق من اسم هذه القبيلة اسم المقاطعة الرومانية لوسيتانيا، وما يزال لوسيتانيا اسم البرتغال باللغة اللاتينية.
لم يُستخدم مصطلحا إسبانيا والإسبانيات بالتبادل. كانت إسبانيا منطقة جغرافية، موطن عدة ممالك (مسيحية ومسلمة)، ذات حكومات وقوانين ولغات وأديان وعادات مستقلة، وكانت البقايا التاريخية للوحدة الهسبانية القوطية. لم تتحول إسبانيا إلى كيان سياسي حتى مر وقت طويل، وعندما نشير إلى القرون الوسطى، لا يجب الخلط بين المرء والدولة القومية خاصة اليوم. ومما يوضح هذه الحقيقة اللقب الكنسي التاريخي لرئيس أساقفة الإسبانيات، والذي يكتسبه تقليديًا أسقف براغا، وهو أسقف برتغالي.
بمراسم نويفا بلانتا، بدأ فيليب الخامس بتنظيم دمج ممالكه التي كانت حتى ذلك الحين تُحكم على أنها متمايزة ومستقلة، لكن افتقرت عملية التوحيد هذه إلى الإعلان الرسمي والقانوني.
رغم أن تعبير «ملك إسبانيا» أو «ملك الإسبانيات» كان شائعًا بالفعل عاميًا وحرفيًا، لم يُشِر إلى دولة قومية موحدة. ولم يُعتمد اسم إسبانياز (الإسبانيات) للأمة الإسبانية واستخدام لقب «ملك الإسبانيات» إلا في دستور عام 1812. اعتمد دستور عام 1876 اسم إسبانيا للمرة الأولى للأمة الإسبانية، وصار الملوك مذ ذلك الحين يحملون لقب «ملك إسبانيا».
أدى توسع الإمبراطورية الإسبانية بين عامي 1492 و1898 إلى جلب آلاف من المهاجرين الإسبان إلى الأراضي المحتلة، والذين أنشأوا مستوطنات بصورة رئيسة في الأمريكتين، لكن في مناطق قصية من العالم أيضًا (كما هو الحال في الفلبين، المنطقة الإسبانية الوحيدة في آسيا)، ما أنتج عددًا من المجموعات السكانية متعددة الأعراق. اليوم، يُطبق مصطلح هسباني تقليديًا على المجموعات السكانية المتنوعة في هذه الأماكن، بما في ذلك أولئك المنحدرين من أصول إسبانية. بسبب علاقاتهم التاريخية واللغوية والثقافية مع إسبانيا، يمكن اعتبار الفلبينيين هسبانيين.

## اللغة الاسبانية
تعتبر الاسبانية واحدة من أكثر لغات العالم تحدثاً، حيث تحتل المركز الثاني بمجمل 405 ملايين متحدث حول العالم. هاجر العديد من الإسبان إلى الدول المستعمرة خلال فترة الإمبراطورية الإسبانية التي امتدت من سنة 1492 إلى عام 1898. كان الإسبان يتحدثون اللغة الإسبانية القشتالية وبسبب مكوثهم لقرون عديدة في تلك المناطق، انخرطت ثقافتهم ولغتهم في المناطق المستعمرة. ويعتبر معظم أفراد الهسبانو الاسبانية لغتهم الرئيسية.
بالنسبة للثقافة، كان الإسبان معظمهم من إسبانيا، ولكن مع وجود أثر قليل للعديد من المناطق المجاورة مثل ألمانيا وإسكندنافيا وفرنسا وحوض البحر المتوسط بما فيها شمال أفريقيا.